# 리슈탈역
리슈탈역(독일어: Bahnhof Liestal)은 스위스 바젤란트주 리슈탈 시정촌에 있는 기차역이다. 역은 바젤과 올텐을 연결하는 스위스 연방 철도의 하우엔슈타인 본선에 있다. 바젤까지 시간당 5편의 열차, 올텐까지 시간당 4편의 열차, 인터라켄, 루체른 및 취리히까지 시간당 1편의 열차가 운행된다. 하루에 여러 대의 열차가 프랑크푸르트와 베를린까지 운행한다. 역은 발덴부르크까지 30분 간격으로 운행하는 발덴부르크 협궤철도의 교차점이자 종점이기도 하다. 발덴부르크선은 2021년 4월에 1,000mm 미터궤로 탈바꿈 시키기 위해 폐쇄되었다. 스위스 연방 철도는 2019년부터 리슈탈에서 연방정부의 의뢰를 받아 2025년에 완공될 예정으로 개장과 확장 공사를 진행하고 있다.

## 운행편
2020년 12월 시간표 변경에 따라 리슈탈에서 다음 서비스가 정차한다.
- 유로시티 / 인터시티 / 인터시티 익스프레스 (ICE): 바젤 SBB와 인터라켄 동역 사이의 시간별 서비스. 단일 유로시티는 바젤에서 함부르크-알토나까지, 2개의 ICE는 베를린 동역까지 계속 운행한다.
- 인터레기오 :
  - 바젤 SBB와 루체른 사이를 매시간 운행.
  - 바젤 SBB와 취리히 중앙역 사이를 매시간 운행.
- 바젤 삼국 S-반 : S3 : 라우펜과 올텐 사이를 30분 간격으로 운행하며 다른 모든 열차는 라우펜에서 포렌트뤼까지 계속 운행한다.

바젤란트 교통의 발덴부르크선 (19)을 통한 서비스는 2022년 말에 중단된다.